# Koinobitentum

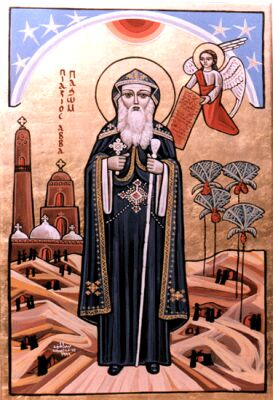
Hl. Pachomios der Große

Koinobitentum bezeichnet ein Mönchsleben, in dem die besitzlosen Mönche (Zönobiten, Coenobiten) „gemeinsam unter einem Dach lebten“ (von altgriechisch κοινός βίος koinós bíos „gemeinsames/gemeinschaftliches Leben“) und durch eine Mauer von der Außenwelt getrennt waren. Die Leitung übernahm ein Archimandrit oder Abt, der ein oder mehrere Gemeinschaftshäuser betreute.

## Herkunft und Geschichte

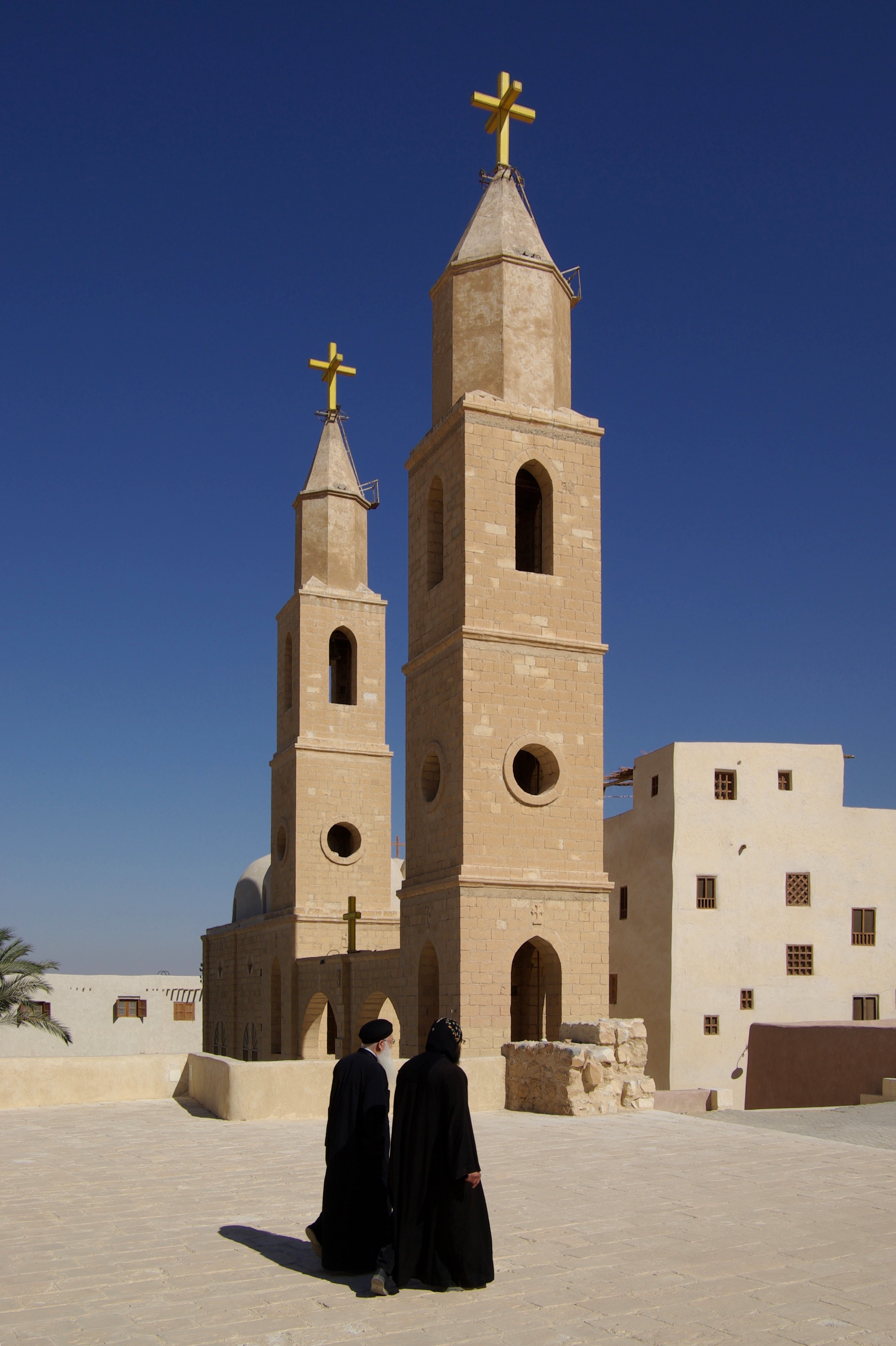
Das Antoniuskloster in Ägypten (gegründet 356)

Koinobitentum (auch Zönobitentum, Coenobitentum), im Gegensatz zum Eremitentum (siehe auch Anachoreten), ist die Bezeichnung für eine Form klösterlicher Gemeinschaft. Im Mönchstum der orthodoxen Kirchen, zum Beispiel auf der Klosterhalbinsel Athos (Nordgriechenland), entstand ebenfalls diese Lebensform. Die erste koinobitische Mönchsregel aus der ersten Hälfte des 4. Jahrhunderts stammte vermutlich von Pachomios (um 292–346) und wurde in koptischer Sprache verfasst. Pachomios entstammte dem Soldatenberuf, daher gilt es als wahrscheinlich, dass seine – an straffe militärische Vorgaben erinnernden – Regeln durch seine frühere Berufs- und Lebenserfahrung beeinflusst waren. Die Regeln legten weiterhin unbedingten Gehorsam, Besitzlosigkeit und Eingliederung in den Tagesablauf fest. Zu Zeiten des Pachomios entstanden am großen Nilbogen (Oberägypten) in Tabennisi nach seinem Muster elf Klöster, die eine starke Wirtschaftsmacht entwickelten. In der Folgezeit entstanden in Ägypten viele weitere Klöster, die eine Blüte vom 5. bis ins 7. Jahrhundert hatten (verbunden mit Persönlichkeiten wie Schenute von Atripe, dem Abt des Weißen Klosters von Sohag). Aber auch in der Zeit nach der islamischen Eroberung im 7. Jahrhundert waren die Klöster Ägyptens bis in das 12. Jahrhundert hinein Zentren christlichen Lebens. In der Neuzeit erfuhr das Koinobitentum eine Renaissance in den 70er Jahren des 20. Jahrhunderts, eine Entwicklung, die für das koptische Christentum existentiell wichtig war.
In den Ostkirchen entwickelte sich in Armenien unter Bischof Eustathius von Sebaste († nach 377) eine Abkehr zu den wirtschaftlichen Machtausübungen der koinobitischen Klöster. Federführend war auch Erzbischof Basilius von Caesarea (Kappadokien) (330–379), der den Schwerpunkt der Mönchsarbeit auf die Seelsorge, Krankenpflege und Kinderbetreuung verlagerte. Diese neu entwickelte Lebensform übernahm Ambrosius (339–397) für seine Diözese Mailand. Auf dem Konzil von Chalcedon (451) wurde beschlossen, dass die Klöster den örtlichen Diözesen unterstellt werden. Somit stand den Bischöfen das Recht zu, in ihrem Jurisdiktionsbereich Klöster zu gründen, gleichzeitig führten sie die Aufsicht. Im Gegensatz zum orientalischen Mönchtum wurde das abendländische von den Adligen finanziell und politisch gefördert. Johannes Cassianus (um 360–435) hatte auf seiner Ägyptenreise die Klöster kennengelernt und gründete in Südgallien die ersten Klöster, hierzu gehörte auch ein Kloster in Marseille, ein sogenanntes Doppelkloster. Durch Benedikt von Nursia (um 480–529) wurde dann das Koinobitentum zum klassischen Klostermodell, er verband in seinen Klosterregeln die östlichen und westlichen Elemente.

## Lebensform
Die Mönche lebten auf Lebenszeit in einer engen Gemeinschaft und in abgeschlossenen und abgeschirmten Wohnräumen. Jeder Mönch musste nach den Regeln Pachomios’ auf eigenen Besitz jeglicher Art verzichten. Die Wohnräume befanden sich in einer Anlage, die von einer Mauer umgeben war – heute bezeichnen wir das als Kloster. Es wurde eine einheitliche Lebensweise vorgeschrieben, alle Insassen trugen die gleiche Kleidung, erhielten die gleiche Nahrung und regelten ihren Alltag. Der Alltag war geleitet durch Gottesdienste und Arbeit, die sich in regelmäßigen Abständen wiederholten.
In orthodoxen Klöstern wurde die Leitung von einem Archimandrit und später in den römisch orientierten Klöstern von einem Abt übernommen. Die Prügelstrafe war ein Bestandteil der Züchtigung und Erziehung. Die Klostergemeinschaft verfügte über den Besitz und stellte die Lebensbedingungen sicher, hierzu gehörten Nahrung, Unterkunft und Bekleidung. Zu den Besitztümern der Klöster zählten Ländereien, Waldgebiete und Werkstätten, aber auch Gebäude, Kunstgegenstände und Bibliotheken.